# 勒羅伊 (明尼蘇達州)
勒羅伊（英語：Le Roy，/ˈliˌrɔɪ/ LEE-ROY）是一個位於美國明尼蘇達州毛爾縣的城市。

## 人口
根據2020年美國人口普查的數據，勒羅伊的面積為1.83平方千米，皆為陸地。當地共有人口957人，而人口密度為每平方千米523人。